# مؤيد أبو كشك
مؤيد أبو كشك (27 أبريل 1982 - ) لاعب كرة قدم أردني من أصل فلسطيني يلعب الآن في صفوف نادي الفيصلي قادم من نادي البقعة. احرز مع الفيصلي عندما انضم إليه من موسم 2006 بطولة كأس الاتحاد الآسيوي وبطولة كأس الأردن وكأس الكؤوس على حساب شباب الأردن.
وفي سنة 2007 وصل لنهائي دوري أبطال العرب ونهائي كأس الاتحاد الآسيوي ونهائي كأس الأردن. وفي موسم 2008 أخذ بطولة الكأس مع الفيصلي وبطولة الدوري العام لموسم 2009-2010.

## روابط خارجية
- مؤيد أبو كشك على موقع الاتحاد الدولي (مؤرشف)  (الإنجليزية)
- مؤيد أبو كشك على موقع قاعدة بيانات كرة القدم.إي يو (الإنجليزية)
- مؤيد أبو كشك على موقع ناشيونال فوتبول تيمز (الإنجليزية)
- مؤيد أبو كشك على موقع Soccerway.com (الإنجليزية)
- مؤيد أبو كشك على موقع كووورة